# Bellamy (Alabama)
Bellamy é uma região censodesignada e comunidade não incorporada localizada no condado de Sumter, no estado norte-americano do Alabama. Sua população, segundo o censo de 2010, era de 543 habitantes.